# Олтар (сазвежђе)
Олтар (лат. Ara) је једно од 88 савремених и 48 оригиналних Птоломејевих сазвежђа. По грчкој митологији сазвежђе Олтар представља први олтар, који су киклопи саградили боговима и на коме су затим богови положили заклетву пред борбу са титанима. По другој верзији, у питању је олтар на коме је Ликаон жртвовао свог унука Никтима кога је потом послужио Зевсу. Зевс је, згрожен Ликаоновим поступком, убио муњом Ликаона и његових педесет синова, а на небо поставио олтар и Ликаона у облику сазвежђа Вук.

## Звезде
Најсјајнија звезда овог сазвежђа је бета Олтара, џин или суперџин К класе магнитуде 2,95, 603 светлосне године удаљен од Сунца. Алфа Олтара има магнитуду 2,95 и ради се о спектроскопској двојној звезди.
Гама Олтара је још једна двојна звезда, примарна компонента је плавобели суперџин B класе, а око њега ротира патуљак А класе.
Ми Олтара (HD 160691) је жута звезда за коју се верује да има четворочлани планетарни систем, од тога су три планете Јупитеровог типа.

## Објекти дубоког неба
У Олтару се налази неколико значајних објеката дубоког неба — отворена јата NGC 6193 и NGC 6208, светло глобуларно јато NGC 6397 које је видљиво и голим оком при добрим посматраћким условима, као и емисионо-рефлексиона маглина NGC 6188.